# Tambourissa lastelliana
Tambourissa lastelliana là một loài thực vật có hoa trong họ Monimiaceae. Loài này được (Baill.) Drake miêu tả khoa học đầu tiên năm 1902.